# La bacanal de los andrios
La bacanal de los andrios (en italiano: Il Baccanale degli Andrii) es un cuadro del pintor veneciano Tiziano. Realizado hacia 1523-1526, fue pintado al óleo sobre lienzo, originalmente para el Camerino de alabastro en Ferrara.
Perteneciente a la colección real española desde 1639, fue depositado en el Real Alcázar de Madrid, de cuyo incendio de 1734 pudo ser rescatado. Más tarde fue reubicado en el Palacio del Buen Retiro y, desde 1794, en el Palacio Real, pasando a formar parte de las colecciones del Museo del Prado en 1821.

## Historia
Esta obra fue un encargo de Alfonso d'Este, duque de Ferrara, para la decoración del Camerino de alabastro, una estancia del castillo ducal. Formaba conjunto con otras dos pinturas del mismo artista, La ofrenda a Venus (Museo del Prado) y Baco y Ariadna (National Gallery de Londres). Este conjunto decorativo incluía obras de otros autores, como El festín de los dioses de Giovanni Bellini (National Gallery de Washington), que Tiziano hubo de terminar por defunción de este; así como El triunfo de Baco en India (Bombay, col. privada) y un friso de diez lienzos, todos estos de Dosso Dossi, y alguna otra que no ha subsistido. El duque había encargado previamente obras a Fra Bartolommeo y a Rafael Sanzio, pero salvo algunos bocetos, no se llegaron a realizar y el protagonismo de la serie recayó en Tiziano.
A finales del siglo XVI, Ferrara pasó a ser dominio de los Estados Pontificios, por lo que la familia Este tuvo que mudarse a Módena. Se cuenta que durante el traslado de los duques, el legado papal Pietro Aldobrandini se apropió de diversas pinturas, entre ellas ésta y La Ofrenda. Ya en el siglo siguiente, en 1637, ambas obras de Tiziano fueron entregadas a Felipe IV de España como pago por el Estado de Piombino. El envío de ambas desde el puerto de Nápoles causó consternación entre los pintores italianos, como Domenichino, quien declaró que había despedido el barco que las llevaba «con lágrimas en los ojos»: «si ahora sé pintar cualquier figura, es gracias a ellas».
Ambos cuadros, así como Baco y Ariadna, fueron reproducidos en grabado por Giovanni Andrea Podestà y fueron copiados y/o seguidos como modelo creativo por múltiples artistas, no sólo Domenichino sino también Nicolas Poussin, Francesco Albani, Guido Reni, Carlo Maratta y Rubens. 

### Copias
Rubens copió La bacanal y La Ofrenda durante su estancia en Roma, copias que conservó en su colección personal y que fueron adquiridas por Felipe IV en la almoneda realizada tras su muerte. Robadas durante la invasión francesa, actualmente son propiedad del Museo Nacional de Estocolmo.
También Padovanino copió ambas obras del Prado, así como el Baco y Ariadna; estas tres copias se conservan en la Accademia Carrara de Bérgamo.
Dos copias de Baco y Ariadna y La bacanal pintadas por Carlo Maratta han sido incorporadas en 2022 a las salas visitables del Palacio Real de La Granja . 
Una copia de Baco y Ariadna que se supone pintada por Nicolas Poussin se exhibe en la biblioteca del castillo de Alnwick.

## Análisis
Se representa aquí un tema mitológico, una bacanal, fiesta del dios del vino, Baco. Se enmarca en la isla de Andros. La inspiración literaria de esta obra proviene de la obra de Filostrato y la de Catulo.
El tema y la composición de esta tabla remite a El festín de los dioses, de Giovanni Bellini, si bien Tiziano dinamiza la escena con vivos movimientos y la línea ascendente diagonal que, desde la esquina inferior izquierda, va subiendo hasta alcanzar la figura del anciano que duerme en la parte superior de la derecha.
Todo el cuadro desprende la alegría sensual del vino, incluyendo algún desnudo, como el del borde inferior derecho, figura que recuerda a una Venus y que es ejemplo de la cuidadosa composición por parte del autor. Podría estar representando a Ariadna, personaje relacionado con Baco.
Los personajes se agitan por toda la parte inferior de la tela, unas se inclinan hablando, otras beben vino, otras bailan, con brazos y piernas formando líneas curvas. Se pasan el vino los unos a los otros. La mujer recostada que ocupa el primer plano del centro de la tela se dice que es Violante, de quien el pintor estaba enamorado por entonces; en su escote se halla la firma del pintor. Junto a ella hay una partitura, en la que se lee: «Quien bebe y no vuelve a beber, no sabe lo que es beber».

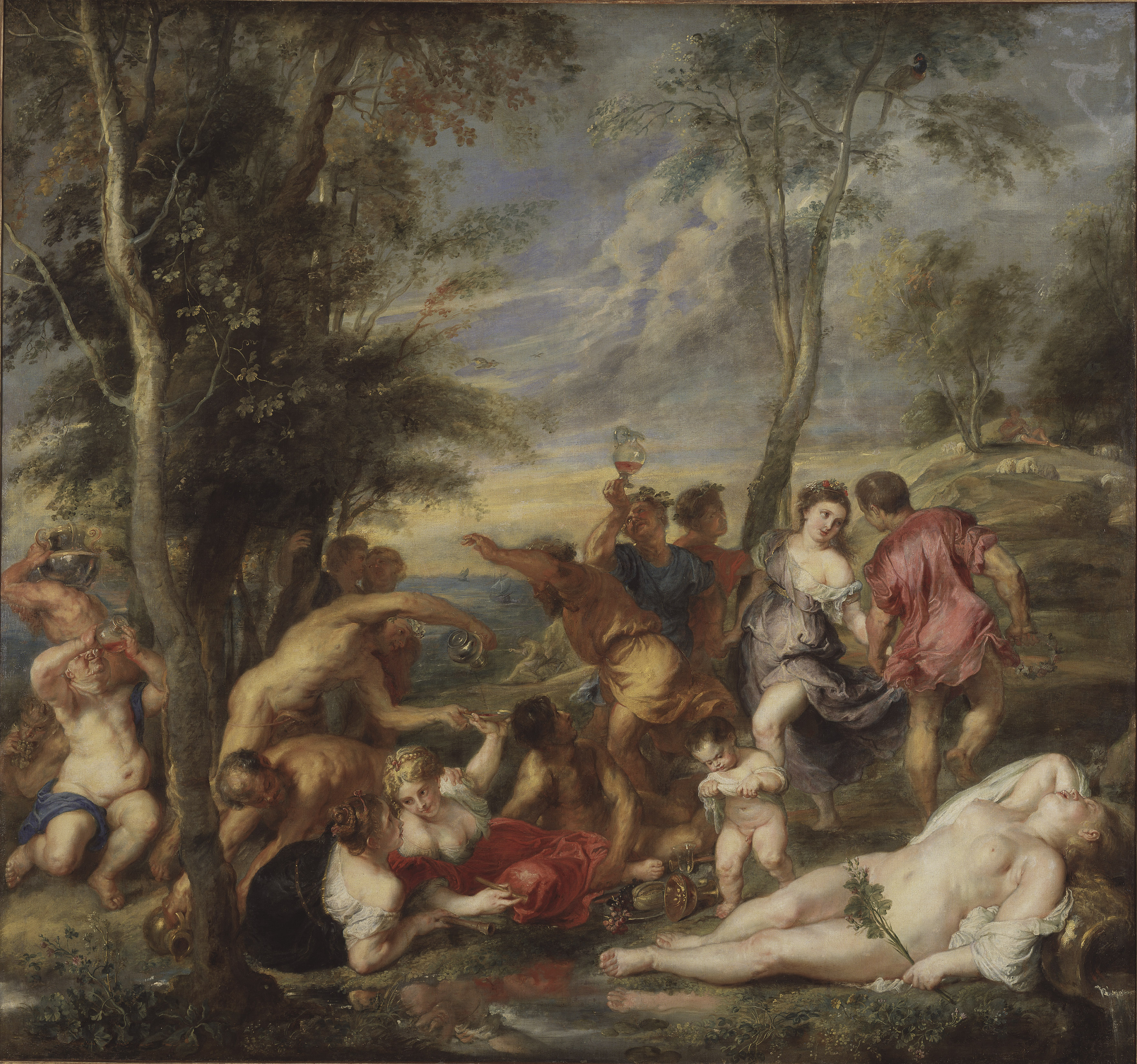
Copia de La bacanal pintada por Rubens (Nationalmuseum, Estocolmo).
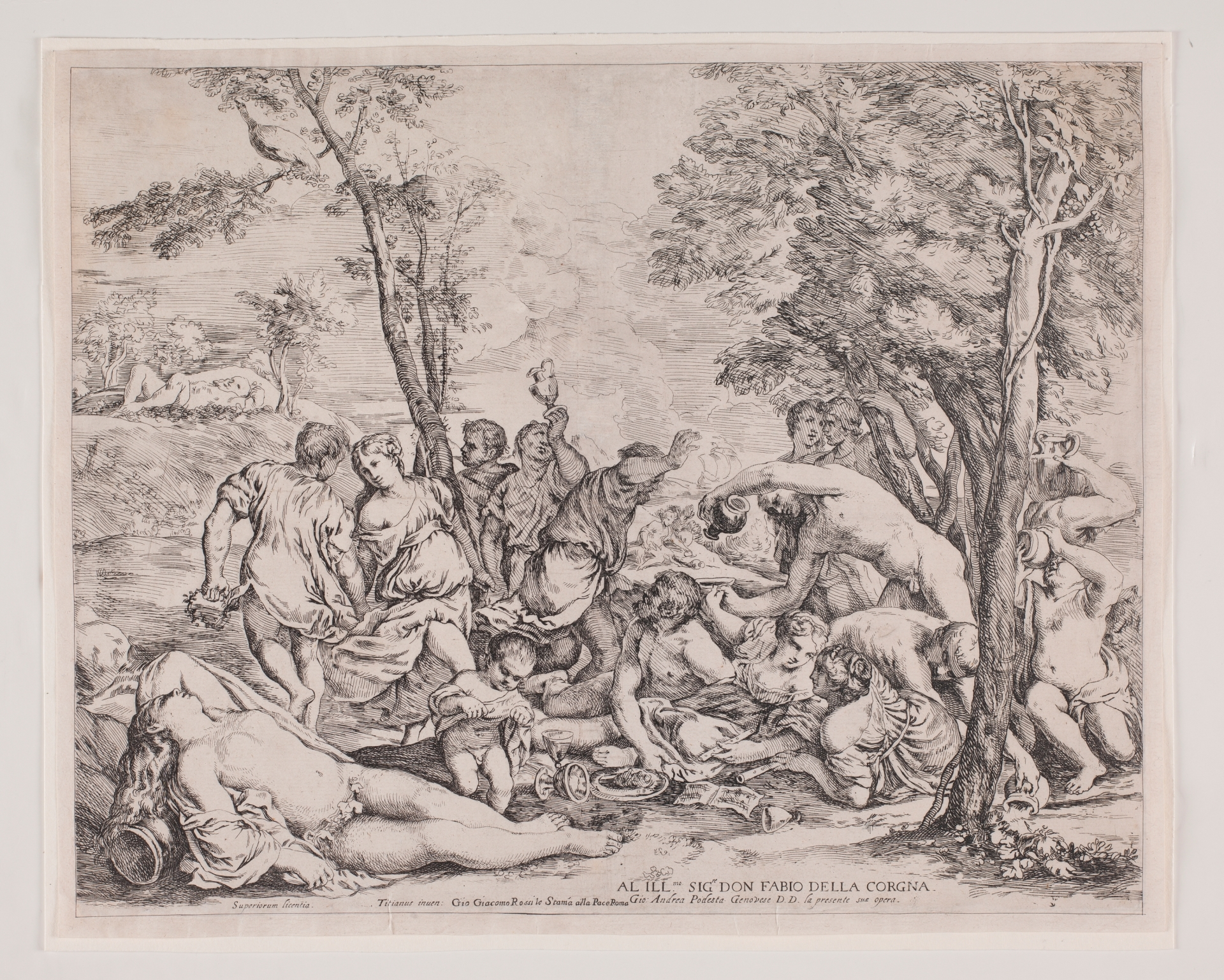
Imagen del grabado de reproducción abierto por Giovanni Andrea Podestà. Aguafuerte, 1640-1650. Segunda edición de dos, c. 1680-1685. Gabinete de Dibujos, Estampas y Fotografías del Museo del Prado, donación Pedro Alberdi.
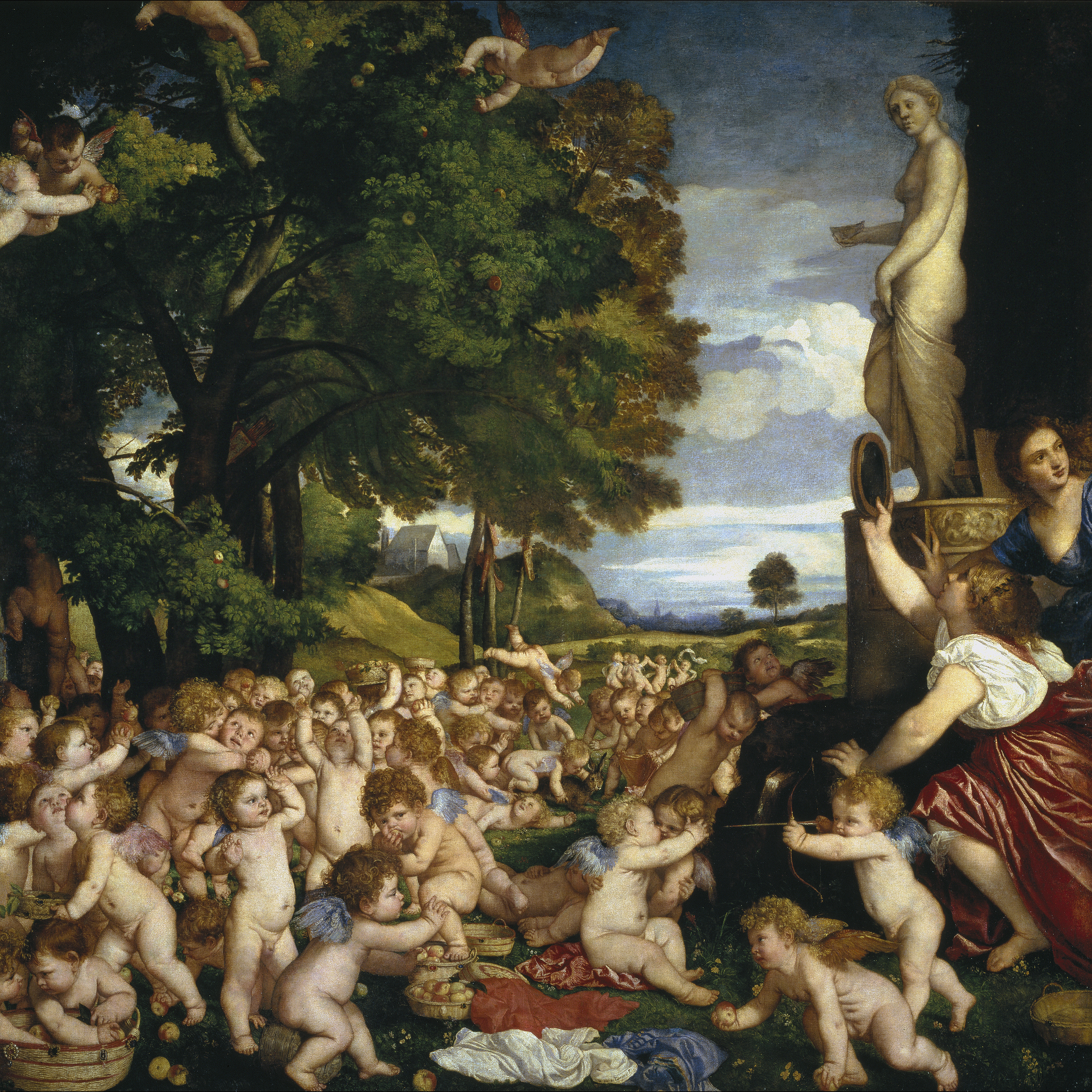
Ofrenda a Venus, 1518-1519, Museo del Prado.
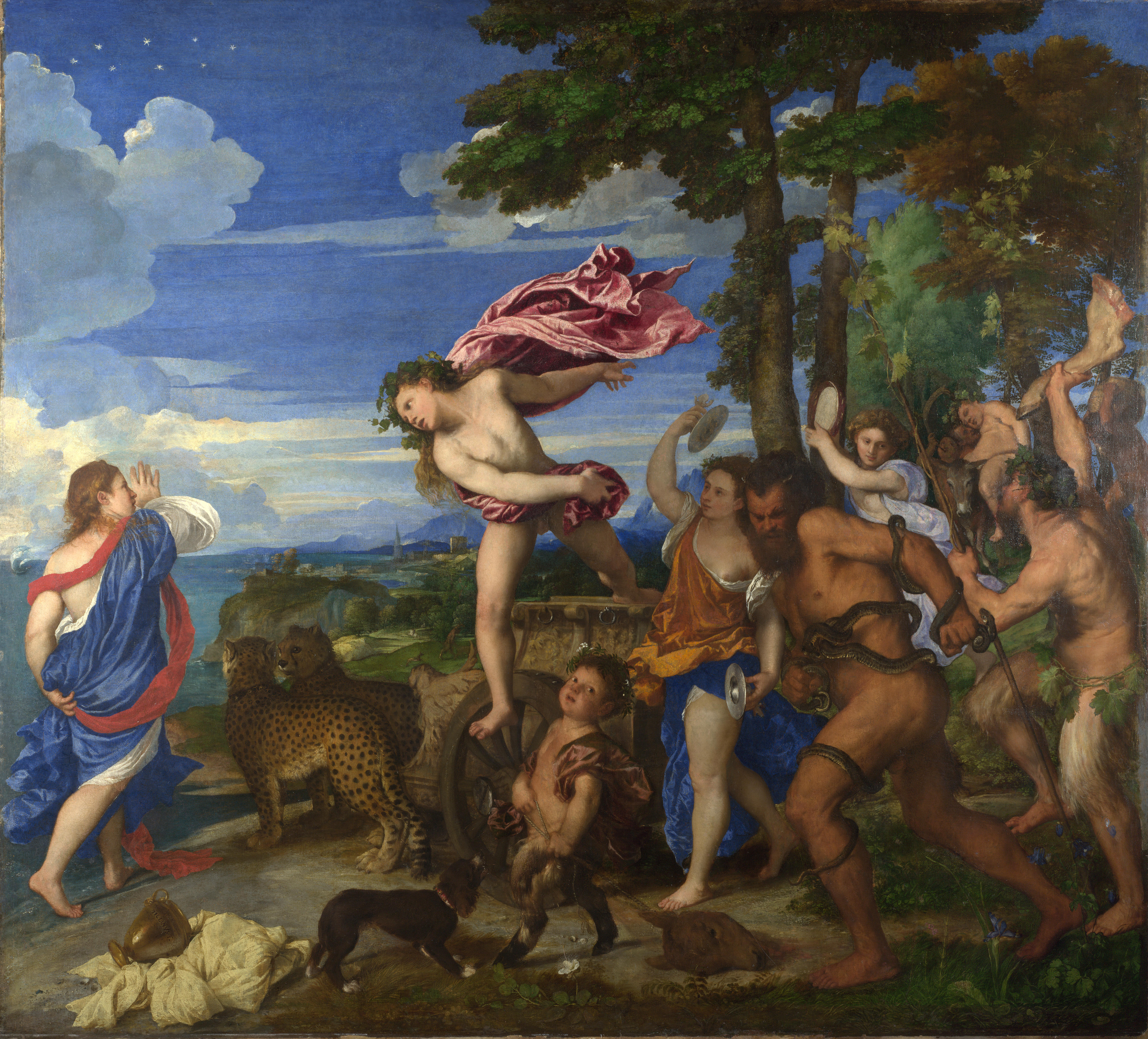
Baco y Ariadna, de la National Gallery de Londres, h. 1518-1526, la otra obra de Tiziano que formaba grupo con La bacanal y la Ofrenda a Venus.